# Michael Jon Neubert
Sir Michael Jon Neubert (* 3. September 1933 in Blackheath, London; † 3. Januar 2014 in Cheltenham) war ein britischer Politiker der Conservative Party. Er war von 1974 bis 1997 Abgeordneter im britischen Unterhaus für Romford.

## Leben
Neubert besuchte die Bromley Grammar School, das Royal College of Music und das Downing College in Cambridge, wo er moderne und mittelalterliche Sprachen studierte. Anschließend arbeitete er als Berater im Tourismusbereich und der Industrie. Zwischen 1960 und 1974 war er Ratsherr und Alderman im Londoner Stadtbezirk Bromley und hatte kurze Zeit auch den Vorsitz des Stadtrates inne. Außerdem war er 1972/73 Bürgermeister der Stadt.
1966 kandidierte er als Abgeordneter für Hammersmith North und 1970 für Romford, unterlag aber. Im Februar 1974 wurde er dann zum Abgeordneten gewählt. Ab 1983 war er Whip und mehrfach parlamentarischer Staatssekretär (Parliamentary Private Secretary), 1989/90 war er Unterstaatssekretär für das Beschaffungswesen im Verteidigungsministerium. Als Premierministerin Margaret Thatcher ihr Kabinett 1990 umbildete und verjüngte, musste Neubert das Amt abgeben. 1997 verlor er seinen Parlamentssitz an die Labour-Politikerin Eileen Gordon.
Im April 1990 besuchte er Gruinard Island, die im Zweiten Weltkrieg durch Versuche mit Milzbranderregern versucht worden war, und erklärte die Insel nach Dekontaminierungsarbeiten für bewohnbar.
Neubert war seit 1959 mit Sally Binger verheiratet. Das Paar hatte einen Sohn.

## Ehrungen
1990: Knight Bachelor